# بانک سند
بانک سند (انگلیسی: Sindh Bank) شرکت خدمات مالی و بانکداری پاکستانی است، که در سال ۲۰۱۰ تأسیس شد.